# Magnesioleydetita
La magnesioleydetita és un mineral de la classe dels sulfats. Rep el nom per ser l'anàleg de magnesi de la leidetita, amb el magnesi substituint {\displaystyle {\ce {Fe^2+}}}. El nom de l’arrel correspon a Jean-Claude Leydet (18 d’abril de 1961 - 21 de novembre de 2018), mineralogista aficionat de Brest (França) i col·leccionista de minerals d'urani.

## Característiques
La magnesioleydetita és un sulfat de fórmula química Mg(UO₂)(SO₄)₂·11H₂O. Va ser aprovada com a espècie vàlida per l'Associació Mineralògica Internacional l'any 2017, sent publicada per primera vegada el 2019. Cristal·litza en el sistema monoclínic. La seva duresa a l'escala de Mohs és 2.
Els exemplars que van servir per a determinar l'espècie, el que es coneix com a material tipus, es troben conservats a les col·leccions mineralògiques del Museu d'Història Natural del Comtat de Los Angeles, a Los Angeles (Califòrnia) amb el número de catàleg: 66647, 66648, 66649 i 66650.

## Formació i jaciments
Va ser descoberta a la mina Markey, situada al Red Canyon, dins el comtat de San Juan (Utah, Estats Units). Al mateix comtat ha estat descrita en un altre indret: a la mina Widowmaker, al White Canyon. Aquests dos indrets són els únics de tot el planeta on ha estat descrita aquesta espècie mineral.